# KNVB Beker 2003/04 (vrouwen)
De 24ste editie van de KNVB Beker voor vrouwen werd gewonnen door SV Saestum die in de finale SV Braakhuizen versloegen. Voor SV Saestum is het de derde keer dat de beker veroverd werd.

## Finale
| Thuis      | Uitslag | Uit            |
| ---------- | ------- | -------------- |
| SV Saestum | 2-1     | SV Braakhuizen |

1980/81 · 1981/82 · 1982/83 · 1983/84 · 1984/85 · 1985/86 · 1986/87 · 1987/88 · 1988/89 · 1989/90 · 
1990/91 · 1991/92 · 1992/93 · 1993/94 · 1994/95 · 1995/96 · 1996/97 · 1997/98 · 1998/99 · 1999/00 · 
2000/01 · 2001/02 · 2002/03 · 2003/04 · 2004/05 · 2005/06 · 2006/07 · 2007/08 · 2008/09 · 2009/10 · 
2010/11 · 2011/12 · 2012/13 · 2013/14 · 2014/15 · 2015/16 · 2016/17 · 2017/18 · 2018/19 · 2019/20 ·
2020/21 · 2021/22 · 2022/23 · 2023/24 · 2024/25